# Equació irracional
Una equació irracional, anomenada també equació amb radicals, és una equació que conté la incògnita (o una expressió algebraica racional de la incògnita) sota un o més signes radicals. En matemàtiques elementals, les solucions de les equacions irracionals es busquen en el conjunt dels nombres reals, ℝ.

## Consideracions
Qualsevol equació irracional pot transformar-se en una equació algebraica racional mitjançant operacions algebraiques bàsiques, encara que aquesta equació pot tenir altres solucions i no ser equivalent a l'equació irracional. Per aquesta raó, es recomana comprovar sempre les solucions.

## Resolució
Existeixen diversos mètodes per resoldre una equació irracional però, aquests poden ser més o menys eficaços segons l'equació. Els dos mètodes bàsics són els següents: 

### Mètode d'elevació
Consisteix en l'elevació successiva d'ambdós parts de l'equació al natural que faci que les arrels es cancel·len.
Exemple:

{\displaystyle {\sqrt {2x+1}}=x-1}

Observació: Les possibles solucions han de ser {\displaystyle x\geq -1/2}, ja que l'arrel és quadrada.
S'eleven ambdós costats al quadrat: 

{\displaystyle ({\sqrt {2x+1}})^{2}=(x-1)^{2}}

S'obté la següent equació racional:

{\displaystyle 2x+1=(x-1)^{2}}

Les solucions d'aquesta equació de segon grau són {\displaystyle x=0} i {\displaystyle x=4}. No obstant això, l'única solució de l'equació irracional inicial és {\displaystyle x=4}, ja que, si es substitueix {\displaystyle x=0} en l'equació, s'obté {\displaystyle {\sqrt {1}}=-1}.

### Mètode de substitució
Consisteix en aplicar un canvi de variable per transformar l'equació en racional.
Exemple:

{\displaystyle 2\cdot {\sqrt[{5}]{x+2}}+{\sqrt[{5}]{(x+2)^{2}}}=-1}

Observació: Les possibles solucions poden ser qualsevol real, ja que les arrels són d'ordre imparell.
Siga {\displaystyle y={\sqrt[{5}]{x+2}}}. Aleshores, s'obté la següent equació:

{\displaystyle 2y+y^{2}=-1}

L'única solució d'aquesta equació cuadràtica és {\displaystyle y=-1}. Desfent el canvi, s'obte la solució de l'equació irracional inicial: {\displaystyle x=-3}.